# Silvestro Aldobrandini (kardynał)
Silvestro Aldobrandini OSIoHieros (ur. w 1587 w Rzymie, zm. 28 stycznia 1612 tamże) – włoski kardynał.

## Życiorys
Urodził się w 1587 roku w Rzymie, jako syn Gianfrancesca i Olimpii Aldobrandini (jego bratem był Ippolito Aldobrandini). Studiował łacinę, grekę oraz literaturę. W 1598 roku wstąpił do zakonu joannitów, a następnie został dowódcą armii papieskich i gubernatorem Borgo. W 1603 roku zrezygnował ze wszystkich swoich funkcji, bowiem 17 września został kreowany kardynałem diakonem i otrzymał diakonię San Cesareo in Palatio, uzyskując jednocześnie dyspensę z powodu nieosiągnięcia wieku kanonicznego. W latach 1604–1607 był gubernatorem Severino. Zmarł 28 stycznia 1612 roku w Rzymie.